# Joaquín Andújar
Joaquín Andújar (San Pedro de Macorís, 21 de diciembre de 1952-Santo Domingo, 8 de septiembre de 2015) fue un lanzador dominicano que jugó en las Grandes Ligas de Béisbol desempeñándose como abridor. Andújar militó para los equipos Astros de Houston (1976-81, 1988), Cardenales de San Luis (1981-85) y Atléticos de Oakland (1986-87). Andújar se convirtió en uno de los lanzadores más dominantes en el béisbol mientras jugaba con los Cardenales a mediados de los años 80. Fue un lanzador temperamental e inconsistente que, sin embargo mostraba momentos de brillantez. 
Tuvo 4 hijos que hoy en día están sufriendo su perdida

## Carrera
Fue firmado por los Rojos de Cincinnati en 1969 a un mes de su cumpleaños número diecisiete. Registró un récord de 33-41 con una efectividad de 4.33 en seis temporadas en el farm system de los Rojos. Fue canjeado a los Astros en octubre de 1975. 

### Houston Astros
Andújar hizo su debut en Grandes Ligas en la apertura de la temporada 1976 en contra de su anterior equipo. Después de dos apariciones como relevista contra los Rojos, fue trasladado a la rotación de abridores. El 11 y el 17 de julio, Andújar lanzó blanqueadas consecutivas de 1-0 contra los Expos de Montreal, y los Mets de Nueva York. Para la temporada, se fue de 9-10 con una efectividad de 3.60.
Andújar se fue de 10-5 con una efectividad de 3.47 en el Juego de Estrellas de 1977 para ser nombrado representante exclusivo de los Astros en el Juego de Estrellas. Sin embargo, se lesionó en su última apertura antes del partido y no pudo jugar. No regresó a su equipo hasta septiembre, y terminó la temporada con un récord de 11-8 con una efectividad de 3.69.
Andújar comenzó a ver más trabajo en el bullpen en 1978 y obtuvo su primer salvamento el 25 de agosto contra los Piratas de Pittsburgh. Comenzó la temporada 1979 en el bullpen, y se fue de 4-2 con una efectividad de 3.23 con tres salvamentos y más dos salvamentos malogrados cuando volvió a ser añadió de nuevo a la rotación de abridores. Respondió con cuatro victorias consecutivas de juegos completos en el que permitió sólo una carrera limpia por juego. Fue seleccionado a su segundo Juego de Estrellas en la Liga Nacional, y lanzó dos entradas y un tercio, mientras que concedió dos carreras (una limpia). El 14 de agosto, lanzó un juego completo de cuatro hits contra los Expos de Montreal, mientras bateó un jonrón para aportarle dos carreras de los Astros.
Se fue de 3-8 en 1980 dividiendo el tiempo con apariciones como abridor y como relevista. Los Astros ganaron un partido de un play-off contra los Dodgers de Los Ángeles para enviar a  Andújar a su primera postemporada. Logró un salvamento en el segundo juego de la Serie de Campeonato de la Liga Nacional de 1980 contra los Filis de Filadelfia. Después de iniciar la temporada 1981 con un récord de 2-3 y una efectividad de 4.94, Andújar fue cambiado a los Cardenales de San Luis por Tony Scott, justo antes de la huelga de jugadores de ese año.

### St. Louis Cardinals
Andújar volvió al papel de abridor con los Cardenales, y respondió al irse de 6-1 para el resto de la temporada 1981. Fue un caballo de batalla pora los Cardenales en 1982, lanzó un récord personal de 265.2 entradas. Ganó sus últimas siete decisiones, y tuvo una efectividad de 1.64 en la recta final para terminar la temporada con récord de 15-10. Lanzó una blanqueada de tres hits contra los Filis de Filadelfia en el Veterans Stadium el 15 de septiembre que puso a su equipo un juego y medio arriba de los Filis en el Este de la Liga Nacional, una ventaja que mantuvieron para el resto de la temporada.
Los Cardenales barrieron a los Bravos de Atlanta en Serie de Campeonato de la Liga Nacional de 1982, con Andújar abriendo y ganando el tercer juego. Comenzó los juegos tres y siete de la Serie Mundial de 1982 contra los Cerveceros de Milwaukee, ganando con una efectividad de 1.35. Su propio error contribuyó a una carrera sucia en el tercer juego.
Andújar tuvo un año exitoso de su carrera en 1984. Se fue de 13-6 con una efectividad de 2.90 en el Juego de las Estrellas para ganar su tercera selección para el equipo de estrellas, pero no pudo asistir. Terminó la temporada con 20-14 y una efectividad de 3.34, liderando la liga en victorias, entradas lanzadas (261.1) y blanqueadas (4), mientras ganaba el premio Guante de Oro en su posición.
Cambiado a los Cardenales el 9 de junio de 1981, Andújar respondió yéndose de 6-1 para el resto de la temporada. Al año siguiente, se fue de 15-10 con una efectividad de 2.47 para darle la victoria de la división a los Cardenales. Comenzó ganado el Juego 3 de la Serie de Campeonato de la Liga Nacional y luego se fue de 2-0 con una efectividad de 1.35 en el triunfo de los Cardenales en la Serie Mundial de 1982 sobre los Cerveceros de Milwaukee, abriendo y ganando 3 de 7 partidos.
Andújar tuvo un inicio de 12-1 en 1985, y fue seleccionado a su cuarto Juego de Estrellas. Los Cardenales y los Mets de Nueva York se vieron envueltos en una acalorada batalla por la corona del Este de la Liga Nacional llegando hasta el último juego en 1985. Andújar se fue de 3-1 con una efectividad de 4.29 contra los Mets. Tal vez el juego más memorable que Andújar lanzó en la rivalidad que se desarrolló entre los dos equipos fue una derrota de 5-2 el 2 de octubre contra Dwight Gooden, que le permitió a los Mets acercarse a un juego de los Cardenales.
Los Cardenales ganaron al día siguiente, terminando de tomar la división por tres juegos sobre los Mets. Andújar terminó la temporada con 21-12 con una efectividad de 3.40. En Serie de Campeonato de la Liga Nacional, Andújar fue ineficaz en su dos aperturas ante los Dodgers de Los Angeles, poniendo a los Cardenales en un agujero de dos juegos por debajo. Sin embargo, los Cardenales volvieron a ganar los siguientes cuatro juegos (con Andújar abriendo el sexto partido decisivo, pero sin figurar en la decisión) poniéndose a la cabeza de la Serie Mundial.

#### Serie Mundial de 1985
La Serie Mundial contra los Reales de Kansas City fue un desastre para Andújar. Duró cuatro entradas de más en el juego tres, y cargó con la derrota frente a un dominante Bret Saberhagen. Luego en el juego 7, con los Cardenales perdiendo 10-0, el mánager Whitey Herzog entró a Andújar al juego para que blanqueara. Cuando el umpire Don Denkinger decretó el primer lanzamiento bola, y un agresivo Andújar mostró su desacuerdo, y tuvo que ser contenido por sus compañeros de equipo. Herzog explotó y Andújar fue expulsado. Andújar fue expulsado después del siguiente lanzamiento por el árbitro Don Denkinger, que malinterpretó el gesto que le hizo Andújar al receptor. Algunos creen que el mánager de los Cardenales Whitey Herzog envió al volátil Andújar a la lomita a propósito como venganza a Don Denkinger por este haber decretado una jugada a favor de los Reales en el juego anterior. Antes de ser expulsado por Denkinger en el Juego 7, Herzog le dijo a Denkinger, "We wouldn't even be here if you hadn't missed the fucking call last night!". Sin embargo, Herzog a menudo ha declarado que Andújar era su único lanzador que todavía tenía vida en el brazo. Andújar estaba tan furiosa que, tras el Juego 7, tomó un bate de béisbol y demolió un baño en el clubhouse de los Cardenales en el estadio de los Reales.

### Oakland Athletics
Durante las reuniones de invierno, los Cardenales enviaron a Andújar a los Atléticos de Oakland por Tim Conroy y Mike Heath. Iba a comenzar la temporada de 1986 cumpliendo una suspensión de diez partidos (más tarde se redujo a cinco) por el altercado que tuvo en la Serie Mundial con el umpire Denkinger. Además de eso, el 28 de febrero de 1986, el comisionado de béisbol Peter Ueberroth dictó suspensiones para toda la temporada de 1986 sin goce de sueldo, a Andújar y seis jugadores más quienes habían admitido durante las pruebas de drogas de Pittsburgh haber abusado de la cocaína. Las suspensiones se redujeron en donaciones para la lucha contra las drogas y servicio comunitario.
La suerte quiso que, Denkinger fuera el umpire del plato en la primera apertura de Andújar en 1986. Pasó sin incidentes, aunque Andújar duró sólo cuatro entradas y un tercio, mientras permitió seis carreras limpias. A pesar de su inicio de temporada, Andújar tuvo un año decente en 1986, yéndose de 12-7 con una efectividad de 3.82. Sufrió numerosas lesiones a lo largo del camino, incluyendo una lesión sufrida durante la práctica de bateo a pesar de que los lanzadores no batean en la Liga Americana.
Las lesiones limitaron a Andújar a sólo trece aperturas en 1987. La última de ellas el 3 de agosto, en la cual sólo duró dos tercios de una entrada y permitió tres carreras.

### Temporada final
Andújar volvió a los Astros para ser parte de su bullpen para el año 1988, sin embargo, hizo algunas aperturas en la mitad de la temporada debido a lesiones en la rotación de abridores. Terminó la temporada con 2-5 y una efectividad de 4.00. Trató de hacer una reaparición y negoció un contrato no garantizado de un millón de dólares con los Expos de Montreal en 1989, pero no hizo el equipo.

## Estadísticas
| Temporadas | G   | P   | PCT  | ERA  | GP  | GS  | CG | SHO | SV | IP   | H    | ER  | R   | HR  | BB  | K    | WP | HBP | Avg  |
| 13         | 127 | 118 | .518 | 3.58 | 405 | 305 | 68 | 19  | 9  | 2153 | 2016 | 857 | 955 | 155 | 731 | 1032 | 33 | 51  | .127 |

Durante su carrera, Andújar mantuvo a los bateadores contrarios en un promedio de bateo de .224 mientras él bateó para .127 con 5 jonrones y 38 carreras impulsadas.

## Liga dominicana
Andújar debutó en la Liga Dominicana en la temporada 1970-71 militando para los equipos Leones del Escogido, Águilas Cibaeñas, Estrellas Orientales y Tigres del Licey. En sus catorce temporadas en la liga logró un récord de 50 victorias y 42 derrotas, con efectividad de 3.04. En 900.2 entradas, 305 carreras limpias, 842 hits permitidos, 382 bases por bolas, 448 ponches.

## Trivia
- Andújar comenzó un negocio de camiones en su país de origen la República Dominicana.
- Ha participado activamente en programas de béisbol juvenil de su país de origen y ha sido generoso en la ayuda de algunas catástrofes climáticas en su país.